# Cristóbal Ortega
Cristóbal Ortega Martínez (* 25. Juli 1956 in Mexiko-Stadt; † 2. Januar 2025) war ein mexikanischer Fußballspieler, der häufig im offensiven Mittelfeld und gelegentlich im Angriff eingesetzt wurde. Seit 2009 trainierte er die Zweitligamannschaft der Albinegros de Orizaba, mit der er in der Apertura 2010 das Halbfinale erreichte und gegen den späteren Sieger Tijuana nach zwei torlosen Begegnungen nur aufgrund der schlechteren Platzierung in der Gesamttabelle ausschied.

## Biografie

### Verein
Während seiner mehr als 17 Jahre währenden Profikarriere stand er ausschließlich bei seinem Heimatverein Club América unter Vertrag. Es war die erfolgreichste Epoche der Vereinsgeschichte mit insgesamt 15 nationalen und internationalen Titeln; darunter sechs Landesmeisterschaften und zwei Siegen in der prestigekräftigen Copa Interamericana über die Boca Juniors (1978) und Olimpia Asunción (1991). 
Entscheidenden Anteil hatte er insbesondere am Meistertitel in der PRODE 85. Im Finalhinspiel beim Tampico-Madero FC erzielte er den einzigen Treffer bei Américas hoher 1:4-Niederlage. Doch dieses Tor sollte sich im Nachhinein als besonders wichtig erweisen, da América das Rückspiel im Aztekenstadion mit 4:0 gewann und somit den – in Mexiko seltenen – Titel-Hattrick schaffte. 

### Nationalmannschaft
Seine torgefährlichsten Spielzeiten waren die Jahre zwischen 1976 und 1980, als er insgesamt 22 Tore in der mexikanischen Primera División erzielte. In seiner besten Saison 1976/77 erzielte er neun Treffer und wurde am 17. Mai 1977 in einem Freundschaftsspiel gegen Peru (1:1) erstmals in die mexikanische Fußballnationalmannschaft berufen. Seine zweitbeste Spielzeit war 1979/80, als ihm sieben Treffer gelangen. Nach dieser Saison kam er nicht mehr über maximal drei Treffer pro Spielzeit hinaus und wurde bis 1986 auch nicht mehr in die Nationalmannschaft berufen. Dennoch ist er neben Hugo Sánchez der einzige Spieler Mexikos, der im Kader sowohl bei der WM 1978 als auch bei der WM 1986 stand. Während Superstar Sánchez allerdings in beinahe jedem Spiel mitwirkte (er fehlte lediglich wegen zweier gelber Karten im letzten Gruppenspiel 1986 gegen den Irak), kam Ortega nur im letzten Gruppenspiel der WM 1978 gegen Polen (1:3) zum Einsatz.

## Tod
Am 2. Januar 2025 starb Cristóbal Ortega im Alter von 68 Jahren.

## Erfolge
- Mexikanischer Meister: 1975/76, 1983/84, 1984/85, PRODE 85, 1987/88, 1988/89
- Mexikanischer Pokal: 1973/74
- Mexikanischer Supercup: 1976, 1988, 1989
- CONCACAF Champions Cup: 1977, 1987, 1990
- Copa Interamericana: 1978, 1991